# 何者 (朝井リョウ)
『何者』（なにもの）は、朝井リョウの小説。2012年11月30日に、新潮社より書き下ろしで発刊。第148回直木三十五賞受賞作。
2016年10月15日に映画化作品が公開された。2017年秋に舞台化。

## あらすじ
御山大学演劇サークルで脚本を書き、人を分析するのが得意な拓人。何も考えていないように見えて、着実に内定に近づいていく光太郎。光太郎の元カノで、拓人が思いを寄せる実直な瑞月。「意識高い系」だが、なかなか結果が出ない理香。就活はしないと宣言し、就活は決められたルールに乗るだけだと言いながら、焦りを隠せない隆良。瑞月の留学仲間・理香が拓人たちと同じアパートに住んでいるとわかり、理香と同棲中の隆良を交えた22歳の大学生5人は、理香の部屋を「就活対策本部」として定期的に集まる。海外ボランティアの経験、サークル活動、手作り名刺などのさまざまなツールを駆使して就活に臨み、それぞれの思いや悩みをSNSに吐き出しながら就活に励む。SNSや面接で発する言葉の奥に見え隠れする本音や自意識が、それぞれの抱く思いを複雑に交錯し、人間関係は徐々に変化していく。やがて内定をもらった「裏切り者」が現れたとき、これまで抑えられていた妬みや本音が露骨になり、ようやく彼らは自分を見つめ直す。

## 登場人物
登場人物は少なく、ほとんど二宮・神谷・田名部・小早川・宮本の5人のやりとりで展開される。人物像を限定するような情報はある程度抑制され多少記号的に書かれる。
二宮拓人（にのみや たくと）
主人公。社会学部。学生サークルで演劇の脚本を作っていたが、就職活動を機にやめる。観察能力が高く、細かなことに気が付く。
神谷光太郎（かみや こうたろう）
二宮の友人で、ルームシェアをしている大学生。社会学部。学生時代はバンド活動に注力していた。性格は明るく、コミュニケーション能力が高い。
田名部瑞月（たなべみづき）
二宮の片思いの相手で、小早川の友人。社会学部。光太郎に片思いしており、一時期付き合っていたが振られている。米国でインターンシップを経験。5人の会話の中ではどちらかというと聞き役。
小早川理香（こばやかわ りか）
二宮・神谷の部屋の上の階に住む大学生。外国語学部国際教育学科。留学生交流会で田名部と知り合い、宮本とは付き合って三週間ながら同棲している。米国留学を経験。就職活動に対する意識が高く、エントリーシート記入、模擬面接、OB訪問に余念がない。毎日のできごとをポジティブな言葉で脚色したツイートを慣習的に行う。
宮本隆良（みやもと たかよし）
二宮・神谷の部屋の上の階に住む大学生。小早川の彼氏。小早川とは付き合って三週間ながら同棲している。小早川と同じ部屋に住んでいるため他3人が部屋に来た際は話に加わる。就職活動のありように批判的であり、当初は就職活動をしないと言っていたが、のちに4人に隠れて就職活動するようになる。
銀次（ぎんじ）
学生サークルで二宮とともに演劇の活動をしていた元大学生。大学をやめて自分の小劇団を設立し活動している。
サワ先輩
二宮と親交のある先輩。大学院二年。「理工学部院二年」とあるが専門は不明。

## 映画
同名タイトルの映画作品が、2016年10月15日に公開された。監督・脚本は三浦大輔が担当。

### キャスト
- 二宮拓人 - 佐藤健
- 田名部瑞月 - 有村架純
- 小早川理香 - 二階堂ふみ
- 神谷光太郎 - 菅田将暉
- 宮本隆良 - 岡田将生
- サワ先輩 - 山田孝之[3]
- OVER MUSICのメンバー - タイヘイ、オチ・ザ・ファンク（カラスは真っ白）[5]

### スタッフ
- 原作 - 朝井リョウ『何者』（新潮文庫刊）
- 監督・脚本 - 三浦大輔
- 音楽 - 中田ヤスタカ
- 主題歌 -  中田ヤスタカ「NANIMONO（feat. 米津玄師）」（ワーナーミュージック・ジャパン）
- 劇中歌 - 忘れらんねえよ「俺よ届け」「まだ知らない世界」、LAMP IN TERREN「pellucid」、Rhythmic Toy World｢あの日見た青空はきっと今日に続いている｣[5]
- 製作 - 市川南
- 共同製作 - 畠中達郎、中村理一郎、弓矢政法、市村友一、髙橋誠、吉川英作、坂本健、荒波修
- エグゼクティブ・プロデューサー - 山内章弘
- 企画・プロデュース - 川村元気
- プロデューサー - 石黒裕亮
- ラインプロデューサー - 田口生己
- プロダクション統括 - 佐藤毅
- 撮影 - 相馬大輔
- 録音 - 加藤大和
- 照明 - 佐藤浩太
- 美術 - 小島伸介
- 装飾 - 石上淳一
- スクリプター - 田口良子
- 編集 - 穂垣順之助
- スタイリスト - 伊賀大介
- ヘアメイク - 梅原さとこ
- VFXスーパーバイザー - 小坂一順
- 音響効果 - 小島彩
- ギター指導 - シミズコウヘイ（カラスは真っ白）[5]
- キャスティング - おおずさわこ
- 助監督 - 茂木克仁
- 劇中劇演出 - 榊原毅、杉原邦生、小椎尾久美子
- 製作担当 - 萩原満
- 企画協力 - 新潮社
- 配給 - 東宝
- 製作プロダクション - 東宝映画
- 製作 - 映画「何者」製作委員会（東宝、アミューズ、電通、ジェイアール東日本企画、朝日新聞社、KDDI、日本出版販売、ローソンHMVエンタテイメント、GYAO）

## 舞台
2017年、ジャニーズJr.の阿部顕嵐（Love-tune）の主演で舞台化。東京・天王洲銀河劇場で11月25日から12月10日まで上演。

### キャスト（舞台）
- 二宮拓人 - 阿部顕嵐（ジャニーズJr.・Love-tune）
- 小早川理香 - 美山加恋
- 宮本隆良 - 長妻怜央（ジャニーズJr.・Love-tune）
- 神谷光太郎 - 鈴木勝大
- 田名部瑞月 - 宮﨑香蓮
- サワ先輩 - 小野田龍之介

### スタッフ（舞台）
- 脚本 - 黒岩勉
- 演出 - 丸尾丸一郎（劇団鹿殺し）
- 音楽 - オレノグラフィティ
- ダンス振付 - TAKAHIRO

## 受賞
映画
- 第29回日刊スポーツ映画大賞・石原裕次郎賞 新人賞（有村架純、『夏美のホタル』と合わせて）